# Vesoljska postaja
Vesoljska postaja (tudi orbitalna postaja) je umetno nebesno telo, zgrajeno z namenom prebivanja ljudi v vesolju. Do danes obstajajo samo orbitalne postaje, ki kot sateliti krožijo v tirnici okoli Zemlje.
Glede na zgradbo ločimo dva tipa vesoljskih postaj, »monolitne« in modularne. Prve so zgrajene in izstreljene v enem kosu, pri novejšem drugem tipu, katerega predstavnika sta Mednarodna vesoljska postaja in Mir, pa na so Zemlji zgrajeni posamezni moduli, ki se sestavijo v vesolju.
Vesoljske postaje gradijo v raziskovalne in vojaške namene; zadnja vojaška postaja je bil Saljut 5, ki je deloval med letoma 1976 in 1977. Omogočajo bivanje človeka v vesolju dlje časa kot drugi tipi vesoljskih odprav, tudi po več kot eno leto. Rekord leta 2008 znaša 437.7 dni, na krovu Mira ga je dosegel Rus Valerij Poljakov med letoma 1994 in 1995.

## Seznam
- Mednarodna vesoljska postaja (MVP/ISS/MKS) - trenutno edina aktivna
- Mir
- Mir 2
- Saljut 1 - 7
- Skylab
- Spacelab